# جهینه (شهر)
جهینه نام شهر و شهرستانی در استان سوهاج مصر است.